# شاکرو مهویان
شاکرو خودویی مهویان (ارمنی: Շաքրո Խուդոյի Մհոյան؛ زادهٔ ۱۲ آوریل ۱۹۳۰ - درگذشته ۱ فوریهٔ ۲۰۰۷) یک خاورشناس و مورخ اهل ارمنستان بود.

## زندگی‌نامه
در ۱۲ آوریل ۱۹۳۰ در آلاگیاز به دنیا آمد و از دانشگاه دولتی علوم پرورشی خاچاطور آبوویان ارمنستان فارغ‌التحصیل شد. وی عضو فرهنگستان ملی علوم ارمنستان از ۱۹۹۶ بود. وی در ریا تازا (۱۹۵۶-۱۹۶۰)، انستیتو شرق‌شناسی (1960-) و دانشگاه دولتی ایروان () فعالیت کرده است.  وی در ۱ فوریهٔ ۲۰۰۷ در سن ۷۶ سالگی درگذشت.

## یادداشت
1. ↑  պատմական գիտությունների դոկտոր
2. ↑  արևելագետ
3. ↑  Ria Taza
4. ↑  Institute of Oriental Studies NAS RA